# Hahausen
Hahausen település Németországban, azon belül Alsó-Szászország tartományban. Lakosainak száma 771 fő (2019. szeptember 30.). Hahausen Bockenem, Langelsheim, Lutter am Barenberge és Seesen községekkel határos.

## Népesség
A település népességének változása:
| Lakosok száma | 768  | 754  | 771  |
|               | 2016 | 2017 | 2019 |